# Tarqeq
Tarqeq, cunoscut și sub numele de Saturn LII (denumirea provizorie S/2007 S 1) este un satelit natural al lui Saturn. Descoperirea sa a fost anunțată de Scott S. Sheppard⁠(d), David C. Jewitt⁠(d), Jan Kleyna⁠(d) și Brian G. Marsden pe 13 aprilie 2007, din observațiile efectuate între 5 ianuarie 2006 și 22 martie 2007.  Este numit după Tarqeq⁠(d), zeul inuit al Lunii, și este membru al grupului Inuit de sateliți neregulați. Are aproximativ șapte kilometri în diametru.  Sonda spațială Cassini l-a observat pe Tarqeq timp de 1,5 zile în perioada 15-16 ianuarie 2014.
Orbita Tarqiupiană (Tarqeqiană)  se află la o înclinație de 49,90° (față de ecliptică; 49,77° față de ecuatorul lui Saturn), cu o excentricitate de 0,1081  și o semiaxă mare de 17,9106 Gm. Tarqeq orbitează într-o direcție progradă cu o perioadă de 894,86 zile.